# Anoteropsis senica
Anoteropsis senica är en spindelart som först beskrevs av Ludwig Carl Christian Koch 1877.  Anoteropsis senica ingår i släktet Anoteropsis och familjen vargspindlar. Inga underarter finns listade i Catalogue of Life.